# Trensacq
Trensacq település Franciaországban, Landes megyében. Lakosainak száma 285 fő (2022. január 1.). Trensacq Commensacq, Luxey, Pissos, Sabres és Sore községekkel határos.

## Népesség
A település népessége az elmúlt években az alábbi módon változott:
| Lakosok száma | 243  | 235  | 226  | 269  | 267  | 254  | 245  | 242  | 255  | 285  |
|               | 1968 | 1982 | 1990 | 2006 | 2013 | 2015 | 2017 | 2019 | 2020 | 2022 |